# 12916 Eteoneus
12916 Eteoneus este o planetă minoră (asteroid), cu un diametru de 22,289 km, din Asteroid troian al lui Jupiter. A fost descoperită pe 13 octombrie 1998 la observatoire de la Côte d'Azur⁠(d) de OCA-DLR Asteroid Survey⁠(d). 
Obiectul prezintă o orbită caracterizată de o semiaxă mare de 5,1473709 UAi, o excentricitate de 0,017, o înclinație de 26,41182 ° în raport cu ecliptica.